# 青湖路街道
青湖路街道，是中华人民共和国新疆维吾尔自治区五家渠市下辖的一个乡镇级行政单位。

## 行政区划
青湖路街道下辖以下地区：
天山南路社区、猛进社区、龙河湾社区和友谊路社区。